# Liste der Monuments historiques in Cirès
Die Liste der Monuments historiques in Cirès führt die Monuments historiques in der französischen Gemeinde Cirès auf.

## Liste der Bauwerke
| Bezeichnung                                               | Beschreibung              | Standort | Kennzeichnung | Schutzstatus | Datum | Bild           |
| --------------------------------------------------------- | ------------------------- | -------- | ------------- | ------------ | ----- | -------------- |
| Kirche Nativité-de-la-Sainte-Vierge (Mariä-Geburt-Kirche) | Erbaut im 15. Jahrhundert | (Lage)   | PA00094318    | Inscrit      | 1977  | weitere Bilder |
| Haus                                                      | Erbaut im 15. Jahrhundert | (Lage)   | PA00094319    | Inscrit      | 1979  | weitere Bilder |

## Liste der Objekte

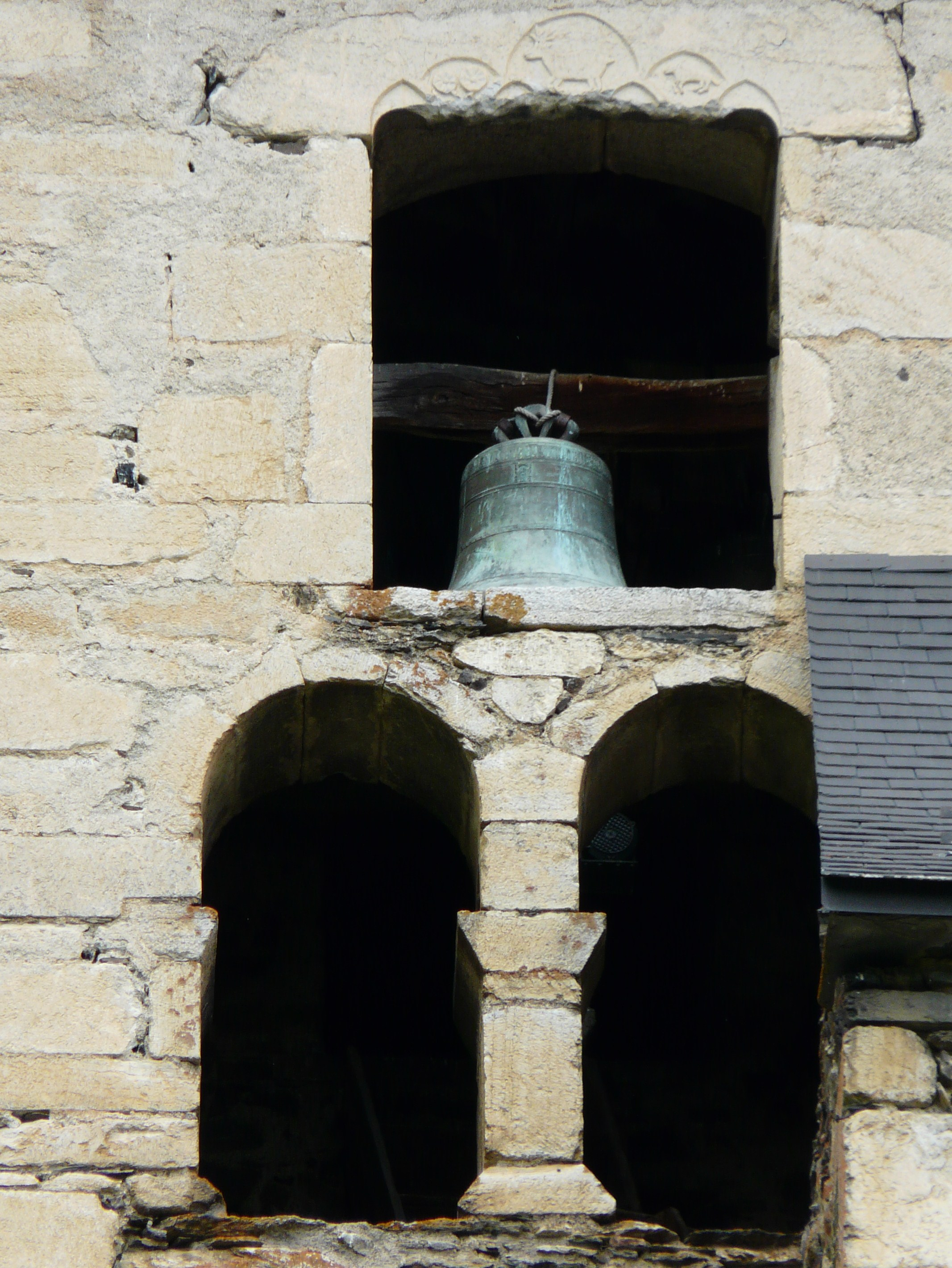
Glocke der Kirche Nativité-de-la-Sainte-Vierge, gegossen Ende des 15. Jahrhunderts

- Monuments historiques (Objekte) in Cirès in der Base Palissy des französischen Kultusministeriums